# Luwe

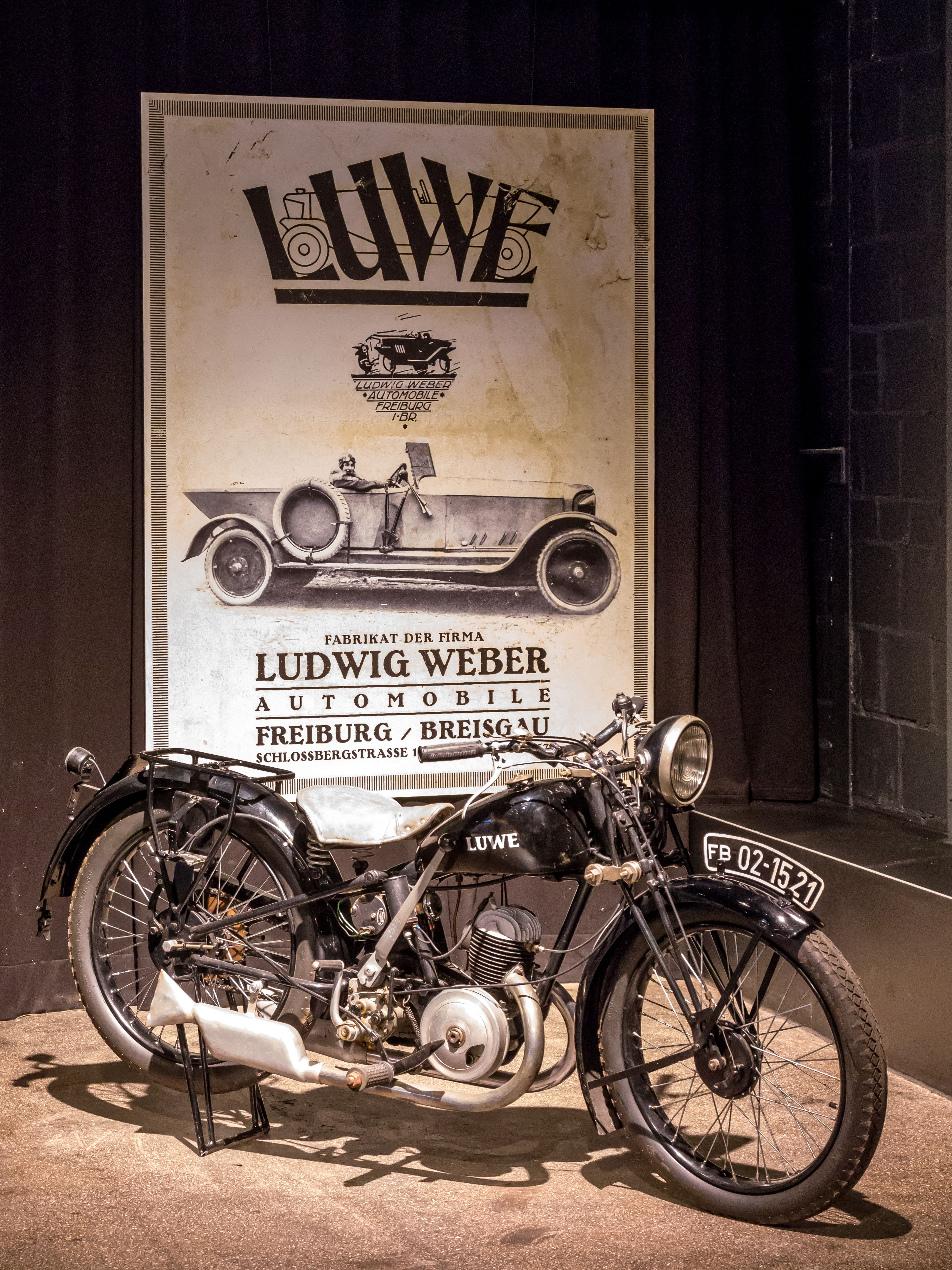

Luwe is een historisch motorfietsmerk.
Luwe: Ludwig Weber Motorfahrzeugbau, Freiburg/Breisgau (1924-1928).
Duitse fabriek die aanvankelijk Paqué-kopklepmotoren van 148 en 198 cc inbouwde. Voor races was er een Paqué-OHC-motor van 198 cc. Later kwamen er modellen met de Kühne-kopklepmotor van 348 cc en modellen van 348 tot 746 cc met JAP-, MAG- en Blackburne-blokken.